# Halistylus columna
Halistylus columna är en snäckart som först beskrevs av Dall 1890.  Halistylus columna ingår i släktet Halistylus och familjen pärlemorsnäckor. Inga underarter finns listade i Catalogue of Life.

## Bildgalleri

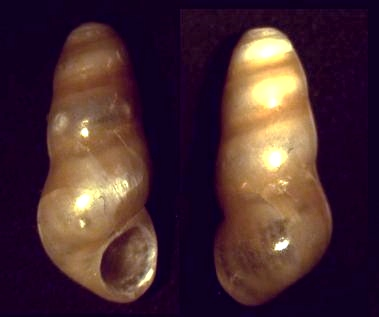